# Ben Buckler
Ben Buckler är en udde i Australien. Den ligger i kommunen Waverley och delstaten New South Wales, i den sydöstra delen av landet, nära delstatshuvudstaden Sydney.
Trakten är tätbefolkad. Närmaste större samhälle är Sydney, nära Ben Buckler. Genomsnittlig årsnederbörd är 1 380 millimeter. Den regnigaste månaden är februari, med i genomsnitt 200 mm nederbörd, och den torraste är juli, med 36 mm nederbörd.